# Hullámzó Balaton tetején
A Hullámzó Balaton tetején kezdetű nótát Sárközi Ferenc írta. Lukácsy Sándor „Vereshajú” című népszínművében adták elő, először 1877. június 2-án.
Feldolgozás:
| Szerző        | Mire           | Mű                                       |
| ------------- | -------------- | ---------------------------------------- |
| Ludvig József | tangóharmonika | Kicsiny falu, ott születtem én, 7. oldal |

## Kotta és dallam
| Hullámzó Balaton tetején csónakázik egy halászlegény. Hálóját a szerencse, őt pedig a kedvese elhagyta, el a szegényt. | Hullámzó szívem a Balaton, Kis csónak rajta búbánatom. Szerelmem a kormánya, Lelkem a vitorlája, Megtört a hullámokon. |

## Felvételek
- Bokor János (network, dalszöveg klub)
- Kiss Károly (YouTube)
- Zeisky Irma (YouTube)
- Zsuzsa Mihály (YouTube)